# Karahta
Karahta (arab. قرحتا) – miejscowość w Syrii, w muhafazie Damaszek. W 2004 roku liczyła 1950 mieszkańców.